# 里斯布恩造酒廠足球會
里斯布恩造酒廠足球會（Lisburn Distillery Football Club）是一家位於北愛爾蘭阿爾斯特省唐郡的足球會，於1880年創立，現時參加北愛爾蘭第三級別聯賽－NIFL超級中等足球聯賽。球會從成立之初就簡稱為造酒廠隊（Distillery），直到1999年才將其正式名稱更改為里斯布恩造酒廠，作為與自治市鎮里斯布恩更緊密地聯繫起來。里斯布恩造酒廠亦是作為1890年北愛爾蘭超級足球聯賽的創始成員之一。

## 球會榮譽

### 本土
- 北愛爾蘭超級足球聯賽《頂級》

 冠軍 (6) ：1895–96, 1898–99, 1900–01, 1902–03, 1905–06 (共同), 1962–63
- 北愛爾蘭甲組足球聯賽《第二級》

 冠軍 (2) ：1998–99, 2001–02
- 愛爾蘭盃

 冠軍 (12) ：1883–84, 1884–85, 1885–86, 1888–89, 1893–94, 1895–96, 1902–03, 1904–05, 1909–10, 1924–25, 1955–56, 1970–71
- 愛爾蘭聯賽盃: 1

 冠軍 (1) ：2010–11
- 安特里姆郡盾

 冠軍 (14) ：1888–89, 1892–93, 1895–96, 1896–97, 1899–1900, 1902–03, 1904–05, 1914–15, 1918–19, 1919–20, 1945–46, 1953–54, 1963–64, 1985–86
- 北愛爾蘭金盃: 5

 冠軍 (5) ：1913–14, 1919–20, 1924–25, 1929–30, 1993–94
- 北愛爾蘭城市盃

 冠軍 (5) ：1904–05, 1912–13, 1933–34, 1959–60, 1962–63
- 阿爾斯特盃

 冠軍 (2) ：1957–58, 1998–99
- 貝爾法斯特慈善盃: 5

 冠軍 (5) ：1899–00, 1915–16, 1920–21, 1928–29, 1930–31
- 都柏林和貝爾法斯特城際盃: 1
  - 1947–48 (共同)